# Arnaud Laporte
Pour les articles homonymes, voir Laporte.
Arnaud Laporte est un journaliste français, professeur en école d'art et producteur d'émissions de radio sur France Culture.  
Biographie
Arnaud Laporte grandit à Montpellier. Enfant, il s'intéresse beaucoup à l'art et à la culture et fréquente le milieu artistique dans l'entourage de son père, l'écrivain Roger Laporte.
Il fait ses débuts de journaliste à France 3 Languedoc-Roussillon puis travaille comme lecteur pour des maisons d'édition.
Il entre à France Culture en 1987 où il travaille en tant qu'assistant auprès d'Alain Veinstein, Laure Adler et Laurence Bloch. En 2000, Laure Adler, directrice de France Culture, lui confie l'émission Multipistes consacrée aux nouvelles créations. Il prend ensuite les rênes de la tranche de 20 h 30 à 22 h en 2003, puis de Tout arrive, un magazine d’actualité culturelle de la mi-journée en 2006,.
De septembre 2011 à juin 2020, il produit l’émission La Dispute qui invite un trio de critiques à s'exprimer sur l’actualité culturelle, chaque soir de la semaine étant consacré à une discipline différente : spectacle vivant, musique, arts plastiques, littérature et cinéma,.
Il coordonne également les Masterclasses, grands entretiens avec des artistes de toutes disciplines, diffusées sur France Culture depuis l’été 2017,.
A la rentrée 2020, il crée et anime, sur France Culture, l’émission Affaires culturelles, dans laquelle il reçoit chaque soir un artiste pour approcher son univers artistique et sa méthode de travail. 
A la rentrée 2024, il lance un nouveau magazine hebdomadaire, Comme un samedi, de 18h à 20h sur France Culture, dans lequel il reçoit un.e artiste et ses invité.e.s, émission ponctuée par un Live Musique et Live Parole. 
Membre de la rédaction du magazine Théâtre(s), il réalise chaque trimestre un entretien avec une personnalité du monde théâtral. Il intervient également régulièrement dans le magazine Beau.
Il a été professeur au Fresnoy, Studio National des Arts Contemporains , de 2011 à 2013.
Il est professeur au Conservatoire National Supérieur d'Art Dramatique depuis 2015, et y devient professeur du Master "Mise en scène" à la rentrée 2024.
Il est professeur invité à l'EDHEA pour l'année 2024-2025.

## Distinctions
Arnaud Laporte est chevalier de l'ordre des arts et des lettres depuis 2014.
Il est chevalier de l'ordre national du Mérite depuis 2022.